# Felsőtold, Nógrád
Felsőtold  este un sat în districtul Pásztó, județul Nógrád, Ungaria, având o populație de 138 de locuitori (2011). 

## Demografie
Componența etnică a satului Felsőtold
     Maghiari (100%)
Componența confesională a satului Felsőtold
     Romano-catolici (71,74%)
     Fără religie (8,7%)
     Reformați (2,17%)
     Luterani (2,17%)
     Atei (2,17%)
     Necunoscută (13,04%)
Conform recensământului din 2011, satul Felsőtold avea 138 de locuitori. Din punct de vedere etnic, majoritatea locuitorilor (100,0%) erau maghiari.  Din punct de vedere confesional, majoritatea locuitorilor (71,74%) erau romano-catolici, existând și minorități de persoane fără religie (8,7%), atei (2,17%), luterani (2,17%) și reformați (2,17%). Pentru 13,04% din locuitori nu este cunoscută apartenența confesională.